# 電磁シールド
電磁シールド（でんじシールド、英: electromagnetic shield）とは、導体製の障壁により、電磁場を遮断するための構造である。
代表的な例としては、機器を外界から隔てるために囲いを設けたり、ケーブルにシールドを施したりといったことが挙げられる。
電磁波を遮断するために電磁シールドを用いることは、RF遮蔽（アールエフしゃへい）としても知られている。また、静電場を遮断するために用いられる導体の囲いは、ファラデー・ケージともいう。

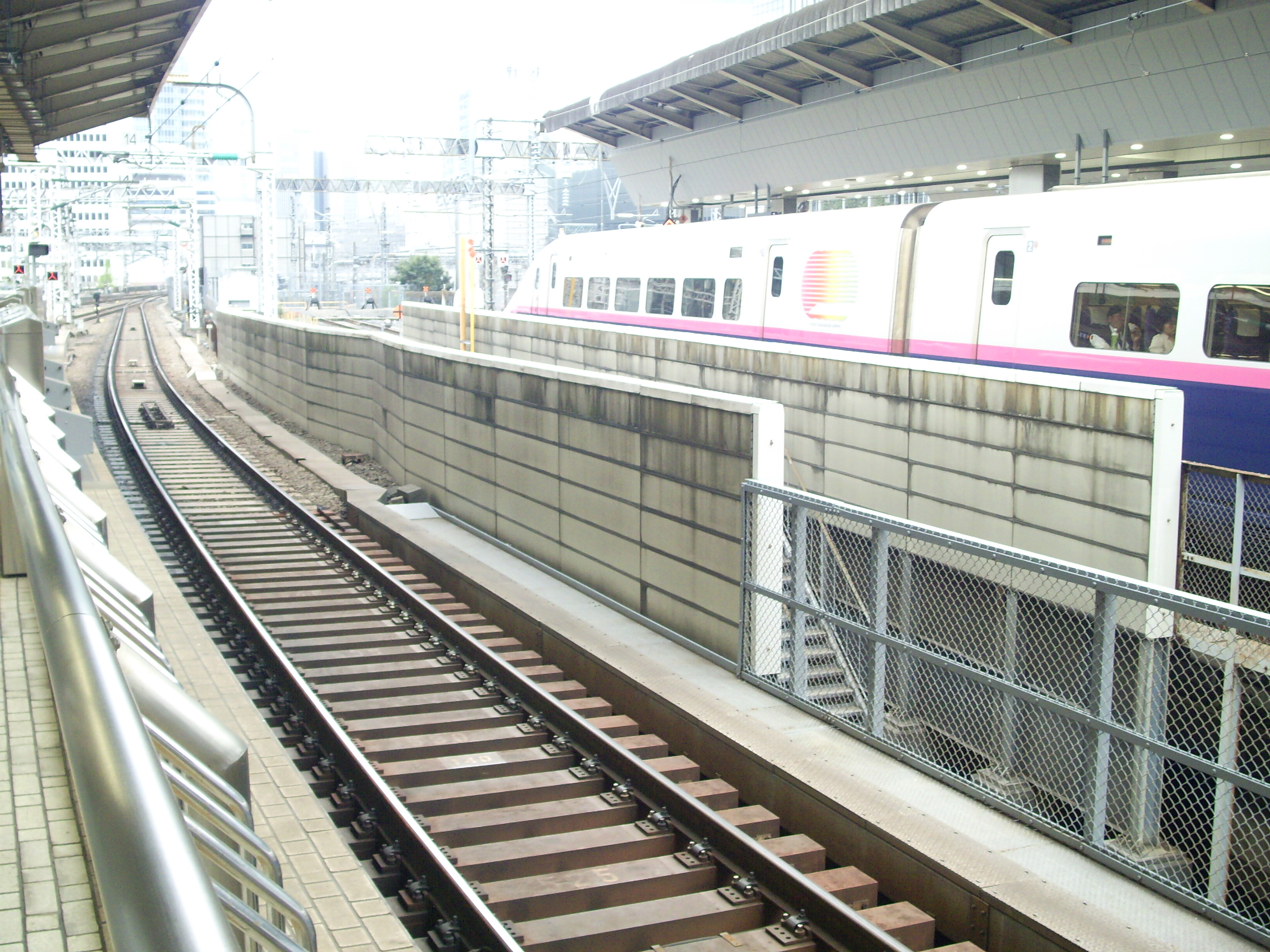
東京駅の鉄道無線混線防止用の電磁シールド（RF遮蔽壁）

電磁シールドは、不必要な電波、電磁場、静電場による影響を低減させることができるが、静磁場や、低い周波数の磁場の影響を低減させることはできない。
電磁シールドの能力は、材質、厚さ、内部の容積、対象とする電磁波の周波数、大きさ、形などに依存する。

## 材質

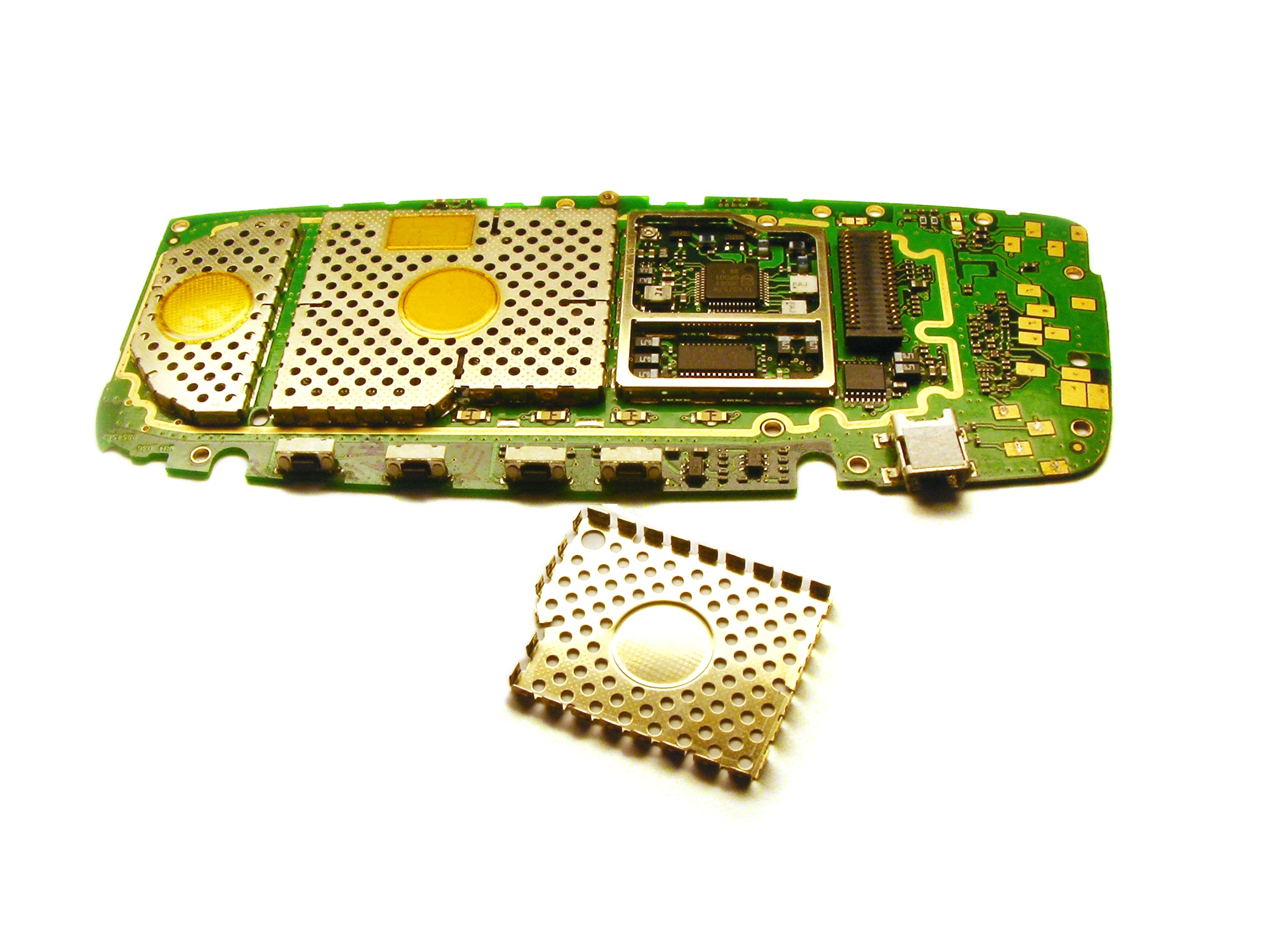
携帯電話機の基板上に実装された電磁シールド

電磁シールドに用いられる代表的な物質としては、板金、金属網、発泡金属、プラズマ（イオン化された気体）がある。
遮蔽またはメッシュのどの穴も、中に入って来ようとする電磁波の波長よりも十分に小さくなければならない。そうでないと、電磁波は穴を通り抜けてしまう。
ほかに一般的に用いられる遮蔽方法は、特にプラスチックの囲いに格納された電子製品で用いられる方法であるが、囲いの内側を金属インクまたは同様の物質でめっきすることである。金属インクは、非常に小さな微粒子の形で適切な金属（一般的には銅またはニッケル）が詰め込まれたキャリア材料で作られている。金属インクは囲いの上へ噴霧され（かつては乾式）、金属の連続した伝導層を作る。伝導層は機器の筐体に電気的に接続することができ、このようにして有効な電磁シールドが実現される。

## 応用例

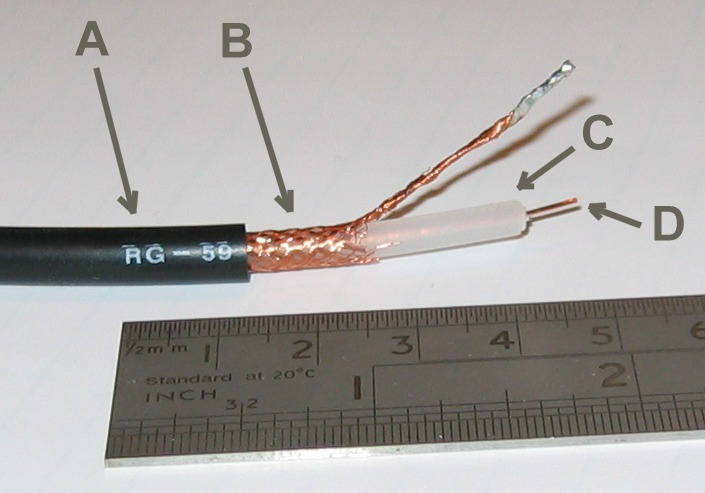
電磁シールドが施された同軸ケーブル。矢印Bで示された部分が、網組み銅線の電磁シールドである。

一例としてはシールド・ケーブルがあり、内部の芯線を取り囲むワイヤ・メッシュの形で電磁シールドを施している。電磁シールドは芯線からのどんな信号も外部へ漏れ出すのを妨げ、また外部から到来する電磁波が内部へ侵入することを妨げる。ケーブルによっては 2 枚のシールドを持つものがあり、電磁場と静電場の両方を遮蔽するため、1 枚は両端で、もう 1 枚は片端のみで接続されている。
電子レンジのドアには窓に遮蔽物が組み込まれている。マイクロ波（波長は 12 cm）から見れば、この遮蔽物は電子レンジの金属の筐体により形作られたファラデー・ケージを完成させている。可視光線（波長の範囲は 400 nm から 700 nm）は、この遮蔽物を作っているワイヤの間を容易に通過する。
RF 遮蔽は、バイオメトリック・パスポートといった、各種デバイスに組み込まれた RFID チップに保存されたデータへのアクセスを妨げるためにも利用されている。

## RF 遮蔽の仕組み
電磁波は電場と磁場との組からなっている。電場は導体の中で荷電粒子（すなわち電子）に力を生じさせる。理想導体の表面に電場が加えられると直ちに、電場は電流を生じさせ、導体内部の荷電粒子の移動を引き起こし、荷電粒子の移動が加えられた電場を内部で打ち消し、その時点で電流の流れは止まる。
同様に、変化している磁場は、電流の渦を発生させ、発生した電流は加えられた磁場を打ち消すように作用する（導体が磁場に対し相対的に移動しない場合、導体は静磁場には反応しない）。そのため、電磁波が導体表面から反射されるということになる。つまり、内部の磁場は内側にとどまり、外部の磁場は外側にとどまる。
いくつかの要因が、実際の RF 遮蔽の能力を制限するように働く。一つは、導体の電気抵抗が原因で、励起された磁場は入射する磁場を完全に打ち消すことはない。また、たいていの導体は、低い周波数の磁場に対して強磁性の反応も示す。そのため、当該の磁場は導体により十分に弱められることはない。遮蔽物に開いているどんな穴も、電流が穴の周りを流れるようにさせてしまう。そのため、穴を通り抜ける磁場は、対抗する電磁場を励起することはない。このような効果は、電磁シールドが磁場を反射させる能力を低減させる。
高い周波数の電磁波に関しては、上述した調整が行われるのに無視できない時間を要する。とは言うものの、電磁波のエネルギーは、それが反射されない限りでは、表皮に吸収される（表皮が極端に薄くなければ）。だからこの場合も、内部には電磁場は存在しない。これは表皮効果と呼ばれる。
電磁場が電磁シールドに浸透できる深さの尺度は、表皮深さ(en:skin depth)と呼ばれる。

## 磁気シールドの仕組み
物理実験では、時には外部の磁場から隔離することが要求される。静電シールドと異なり、磁場には電場における電荷に相当する源がないことや、通常の環境下では強い反磁性を示す物質が見つかっていないことから磁気シールドはより難しい問題となる。
極めて強い磁場を使用する医療機器では、外部から隔離されることが必要である。
鋼や ミューメタル (en:Mu-metal) といった高い透磁率の物質を用いることにより、磁気によって内部を受動的に隔離する限定された可能性が存在する。磁束は透磁性のある物質を通る経路を求めるが、その物質が飽和 (en:saturation (magnetic))するまでだけである。
医療機器を受動的に磁気シールドする能力は限定されているため、医療機器は、しばしば余分な磁場の一部を相殺するために、別の磁石を用いて、能動的に磁気シールドがなされる。
超伝導体はマイスナー効果によって臨界磁場を超えない範囲内で磁場を追い出すことができ、これを用いて磁気シールドを実現することができる。アハラノフ＝ボーム効果の実証実験において、磁場を完全に排除した空間を作るために利用された。